# Nova Vas (Kršan)
 Nova Vas  (olaszul:  Villanova) falu Horvátországban, Isztria megyében. Közigazgatásilag Kršanhoz tartozik.

## Fekvése
Az Isztriai-félsziget keleti részén, Labintól 20 km-re, községközpontjától 10 km-re északra, az Učka-hegység nyugati lejtőin, a Čepić mező északi peremén fekszik.

## Története
Területe már ősidők óta lakott volt. A történelem előtti időkben erődített település állt itt. Ezt bizonyítják az itt talált római sírkövek és épület maradványok. A középkorban a kožljaki uradalomhoz tartozott. 
A 15. és 16. században több csoportban isztroromán lakosság telepedett itt le. A falunak 1857-ben 291, 1910-ben 255 lakosa volt. Lakói főként mezőgazdasággal de, a Čepić-tó lecsapolásáig halászattal is foglalkoztak. 2011-ben 68 lakosa volt.

## Lakosság
| Lakosság változása | Lakosság változása | Lakosság változása | Lakosság változása | Lakosság változása | Lakosság változása | Lakosság változása | Lakosság változása | Lakosság változása | Lakosság változása | Lakosság változása | Lakosság változása | Lakosság változása | Lakosság változása | Lakosság változása | Lakosság változása |
| ------------------ | ------------------ | ------------------ | ------------------ | ------------------ | ------------------ | ------------------ | ------------------ | ------------------ | ------------------ | ------------------ | ------------------ | ------------------ | ------------------ | ------------------ | ------------------ |
| 1857               | 1869               | 1880               | 1890               | 1900               | 1910               | 1921               | 1931               | 1948               | 1953               | 1961               | 1971               | 1981               | 1991               | 2001               | 2011               |
| 291                | 236                | 240                | 233                | 224                | 255                | 252                | 251                | 201                | 180                | 153                | 124                | 109                | 94                 | 74                 | 68                 |

## Nevezetességei
A temetőben található a Szentlélek tiszteletére szentelt egyhajós középkori eredetű temploma, melynek északi falát  16. századi falfestmények díszítik. A fennmaradt festményen a Három királyok látogatása látható, szentek, apostolok és próféták kíséretében. Az alkotást a raguzai Balázs mesternek tulajdonítják.